# Beaver Creek (Colorado)
Beaver Creek é uma cidade  localizada no estado americano de Colorado, no Condado de Eagle.